# Herbert Schemmel
Herbert Schemmel (* 14. April 1914 in Halle; † 28. Januar 2003 in Hamburg) war ein Verfolgter des NS-Regimes und Lagerschreiber im KZ Neuengamme.

## Leben
Nach der Mittleren Reife machte Schemmel von 1929 bis 1932 eine Berufsausbildung bei Schenker & Co. und arbeitete anschließend als Angestellter der Spedition. Nachdem er sich am Tag der nationalen Arbeit geweigert hatte, gemeinsam mit der Belegschaft bei einer Demonstrationsveranstaltung mitzumarschieren, kündigte ihm sein Arbeitgeber fristlos und er geriet erstmals in Kontakt mit der Gestapo. Monate später bekam er eine Stelle als Expedient bei der Leipziger Firma Störpsch, die international Werkzeugmaschinen vertrieb und eine Großhandlung für Schrott unterhielt. Während vieler berufsbedingter Reisen ins Ausland, insbesondere nach Großbritannien, lernte er die sozialen und politischen Zustände anderer Länder kennen. Dadurch wuchs seine Ablehnung der Nationalsozialisten, zu der er sich öffentlich bekannte.
Vier Wochen nach Ausbruch des Zweiten Weltkriegs zeigten Arbeitskollegen Schemmel an. Die Gestapo aus Leipzig nahm ihn fest und gab als Haftgründe an, dass er sich staatsfeindlich geäußert und „Zersetzung innerhalb des Betriebes“ begangen habe. Außerdem warf sie ihm vor, illegale Kontakte zu englischen Unternehmen unterhalten, ausländische Rundfunksendungen gehört und Nachrichten daraus verbreitet zu haben. Trotz Freispruch des Sondergerichts Freiberg sprach die Gestapo eine „Schutzhaft“ aus und überstellte Schemmel am 21. März in das KZ Sachsenhausen. Da seine Akte mit dem Hinweis „Ständige Schutzhaft“ gekennzeichnet und „Rückkehr unerwünscht“ gestempelt war, wurde Schemmel in die „Isolierung“ eingeliefert. Aufgrund der brutalen Behandlung hatte er bei einer Größe von 1,72 Metern wenig später ein Körpergewicht von ungefähr 39 Kilogramm.
Da ihn der Lagerälteste Harry Naujoks für einen Häftlingstransport empfohlen hatte, wurde Schemmel in das KZ Neuengamme verlegt, das er am 30. Juni 1940 erreichte. Da er über gute Buchführungskenntnisse verfügte und Fremdsprachen beherrschte, ernannte ihn die Lagerführung nach einem halben Jahr zum Lagerschreiber. Da er im Büro körperlich nicht schwer arbeiten musste und den Witterungseinflüssen nicht ausgesetzt war, überlebte er hier bis zur Auflösung des Lagers im April 1945. Die dabei gewonnenen Kenntnisse über die Abläufe innerhalb des Lagers nutzte er im Rahmen seiner Möglichkeiten, um Mitinsassen zu unterstützen.
Bei Kriegsende gehörte Schemmel zu den letzten Häftlingen. Mit einem schwer bewachten Gefangenentransport verließ er das Lager zu Fuß und mit der Bahn. Am 3. Mai 1945 konnte er in Neumünster fliehen und sich in einer Schrebergartenlaube verstecken. Nach Kriegsende ging er nach Hamburg, wo er mit seiner Frau Ruth, die wie er das KZ Neuengamme überlebt hatte, sesshaft wurde. Am 1. Juli 1945 übernahm er die Geschäftsleitung einer Großhandelsfirma, für die mehrere ehemalige Gefangene arbeiteten. Die britische Militärregierung unterstützte das Unternehmen dabei, Lager für Displaced Persons mit Obst und Lebensmitteln zu versorgen.
Anfang 1950 übernahm Schemmel eine Stelle bei dem ehemaligen Mitgefangenen Hans-Christian Witt, der eine Im- und Exportfirma im Meßberghof hatte. Witt gehörte seit 1945 der KPD an und hatte Geschäftspartner in der DDR. Während einer Geschäftsreise wurde er am 8. November 1950 in der DDR aufgrund vermuteter Spionage festgenommen. Ein sowjetisches Militärtribunal in Schwerin sprach ein Todesurteil gegen ihn aus, woraufhin er in einem Gefängnis in Moskau erschossen wurde. Schemmel leitete danach die Firma, ab 1952 als gemeinsam mit seiner Frau eingetragener Inhaber. Ende der 1970er Jahre arbeitete er für mehrere Hamburger Außenhandelsfirmen.

## Wirken in Politik und Öffentlichkeit
Schemmel setzte sich als Ziel, bei der Verfolgung und Verurteilung von NS-Tätern mitzuwirken und die Erinnerungskultur über das KZ Neuengamme zu pflegen. Er trat als Zeuge im Neuengamme-Hauptprozess und weiteren Nachfolgeprozessen der britischen Militärregierung auf. Außerdem sagte er bei nahezu allen westdeutschen Ermittlungs- und Gerichtsverfahren aus, die in Zusammenhang mit dem KZ Neuengamme standen. Über Jahrzehnte referierte er als Zeitzeuge für Schulklassen und andere Veranstaltungen und leitete Führungen über das frühere KZ-Gelände.
1948 gründete Schemmel die Arbeitsgemeinschaft Neuengamme mit und übernahm von 1974 bis 1997 deren Vorsitz. Als bundesdeutscher Vertreter beteiligte er sich 1958 an der Gründung der Amicale Internationale KZ Neuengamme in Brüssel. Der Dachverband der Nationalen Lagergemeinschaften wählte ihn zum Schatzmeister. Seit Dezember 1971 arbeitete er gemeinsam mit seiner Frau in der SPD mit.
Für sein Engagement erhielt Schemmel mehrere nationale und internationale Auszeichnungen. Dazu gehörten das polnische Auschwitz-Kreuz und die Biermann-Ratjen-Medaille, die ihm der Hamburger Senat 1992 verlieh.